# ماكسيميليان مولر
ماكسيميليان مولر (بالألمانية: Maximilian Müller)‏ هو لاعب هوكي الحقل ألماني، ولد في 11 يوليو 1987 في نورنبرغ في ألمانيا.

## وصلات خارجية
- ماكسيميليان مولر على موقع أوليمبيديا (الإنجليزية)
- ماكسيميليان مولر على موقع اللجنة الأولمبية الألمانية (الألمانية)